# Hiroyuki Abe
Hiroyuki Abe (jap. 阿部 浩之 Abe Hiroyuki; ur. 5 lipca 1989 w Narze) – japoński piłkarz występujący na pozycji pomocnika w japońskim klubie Nagoya Grampus. Były reprezentant Japonii.

## Kariera klubowa
Od 2012 roku występował w klubach Gamba Osaka i Kawasaki Frontale.

## Sukcesy

### Klubowe
Gamba Osaka
- J1 League: 2014
- J2 League: 2013
- Puchar Cesarza: 2014, 2015
- Puchar J.League: 2014
- Superpuchar Japonii: 2015

Kawasaki Frontale
- J1 League: 2017, 2018
- Puchar J.League: 2019
- Superpuchar Japonii: 2019